# 1947 v športu
1947 v športu. 

## Avto - moto šport
- 500 milj Indianapolisa: slavil je Mauri Rose, ZDA, z bolidom Deidt/Offenhauser, za moštvo Lou Moore[1]

## Kolesarstvo
- Tour de France 1947: Jean Robic, Francija
- Giro d'Italia: Fausto Coppi, Italija

## Košarka
- NBA: Philadelphia Warriors slavijo s 4 proti 1 v zmagah nad Chicago Stags[2]
- EP 1947: 1. Sovjetska zveza, 2. Češkoslovaška, 3. Egipt[3]

## Tenis
- Moški: 
  - Odprto prvenstvo Avstralije: Dinny Pails, Avstralija[4]
  - Odprto prvenstvo Anglije - Wimbledon: Jack Kramer, ZDA[5]
- Ženske: 
  - Odprto prvenstvo Avstralije: Nancye Wynne Bolton, Avstralija[6]
  - Odprto prvenstvo Anglije - Wimbledon: Margaret Osborne duPont, ZDA[7]
- Davisov pokal: ZDA so slavile s 4-1 nad Avstralijo[8]

## Hokej na ledu
- NHL - Stanleyjev pokal: Toronto Maple Leafs slavijo s 4 proti 2 v zmagah nad Montreal Canadiens
- SP 1947: 1. Češkoslovaška, 2. Švedska, 3. Avstrija[9]

## Rojstva
- 4. januar: Jani Aljančič, slovenski hokejist in nogometaš
- 21. januar: Aleksander Gusev, ruski hokejist
- 6. marec: Dick Fosbury, ameriški atlet
- 12. april: William Löfqvist, švedski hokejist
- 16. april: Kareem Abdul-Jabbar, (rojen Ferdinand Lew Alcindor) ameriški košarkar
- 25. april: Johan Cruijff, nizozemski nogometaš in trener
- 28. april: Nebojša Popović, jugoslovanski (srbski) rokometaš
- 1. maj: Danilo Popivoda, slovenski nogometaš in trener
- 27. maj: Branko Oblak, slovenski nogometaš
- 22. junij: Pete Maravich, ameriški košarkar
- 30. junij: Vladimir Petrov, ruski hokejist
- 29. avgust: James Hunt, britanski dirkač Formule 1
- 6. november: Larry James, ameriški atlet
- 3. december: Olga Pall, avstrijska alpska smučarka
- 10. december: Thommie Bergman, švedski hokejist
- 18. december: Pekka Marjamäki, finski hokejist († 2012)